# Diadegma epinotiae
Diadegma epinotiae là một loài tò vò trong họ Ichneumonidae.